# Akira Nishino
Akira Nishino (西野 朗, Nishino Akira, Urawa-ku, Saitama, 7 april 1955) is een Japans voormalig voetballer en van april tot en met het WK voetbal 2018 trainer van het Japans voetbalelftal. Hij was voor het laatst trainer van het Thais voetbalelftal.

## Spelerscarrière
In 1974 ging Nishino naar de Waseda-universiteit, waar hij in het schoolteam voetbalde. Nadat hij in 1978 afstudeerde, ging Nishino spelen voor Hitachi, de voorloper van Kashiwa Reysol. Nishino beëindigde zijn spelersloopbaan in 1990.
Hij debuteerde in 1977 in het Japans nationaal elftal en speelde twaalf interlands, waarin hij één keer scoorde.

## Trainerscarrière
Nishino was coach van Japan op de Olympische Zomerspelen 1996. Met Gamba Osaka won hij in 2005 de J1 League, de J-League Cup 2007, de Japanse Supercup 2007, de Emperor's Cup (2008 en 2009) en de AFC Champions League in 1999. Tussen 2002 en 2011 trainde hij Gamba Osaka. In april 2018 werd hij aangesteld als coach van het Japans voetbalelftal voor het wereldkampioenschap 2018 als vervanger van Vahid Halilhodžić. In Rusland wist zijn ploeg zich in groep H ternauwernood te plaatsen voor de achtste finales. Daarin verspeelde Japan een 2-0 voorsprong tegen België, waarna de Rode Duivels de klus afmaakten in de blessuretijd: 2-3. Na de uitschakeling maakte de Japanse voetbalbond bekend dat de verbintenis met Nishino beperkt bleef tot drie maanden.

## Statistieken
| Japans voetbalelftal | Japans voetbalelftal | Japans voetbalelftal |
| Jaar                 | Wed.                 | Dlp.                 |
| -------------------- | -------------------- | -------------------- |
| 1977                 | 4                    | 0                    |
| 1978                 | 8                    | 1                    |
| Totaal               | 12                   | 1                    |